# Batalha de Aspindza
A Batalha de Aspindza (em georgiano:  ასპინძის ბრძოლა) foi travada em 20 de abril de 1770 entre os georgianos, liderados pelo rei Heráclio II da Geórgia, e o Império Otomano. Os georgianos venceram os turcos.

## Batalha
As forças georgianas de Heráclio juntaram-se em 1769 a uma força expedicionária russa sob o comando do general Gottlob Heinrich Curt von Tottleben. A relação entre os dois logo se tornou tensa. Na primavera de 1770, eles decidiram se mover contra a fortaleza de Akhaltsikhe, porém, no último momento, Totleben retirou suas forças, apesar das objeções dos georgianos. No entanto, Heráclio decidiu lutar e derrotou os turcos otomanos com seu exército em menor número. A retirada de Totleben impediu Heráclio de explorar sua vitória e o forçou a aceitar o empate.
Após a derrota, os turcos não lançaram mais ofensivas na Geórgia até o final da guerra. O conflito aberto estourou entre Totleben e Heráclio quando o primeiro tentou tomar o controle de Tbilisi e anexar a Geórgia. Totleben transferiu suas forças para a Geórgia Ocidental e foi dispensado de suas funções em 1771.